# Isola di Weh
L'isola di Weh (in lingua indonesiana Pulau Weh, in lingua aceh Pulo Wèh) è una piccola isola dell'Indonesia, collocata nel Mar delle Andamane a poca distanza dalla punta settentrionale di Sumatra.
Centro principale dell'isola è Sabang, porto franco lungo le rotte commerciali dello Stretto di Malacca; vaste zone dell'isola e dei mari circostanti sono zone naturali protette, e alimentano un esteso ecoturismo.

## Geografia
L'isola di Weh si trova nel Mar delle Andamane, collocata all'estremità meridionale di una catena formata da due gruppi di isole, le isole Nicobare e le isole Andamane, sparse in una linea da Sumatra a sud fino alla placca della Birmania a nord. Il Mar delle Andamane giace su una piccola placca tettonica in movimento attivo (microplacca): un complesso sistema di faglie geologiche e isole ad arco vulcanico sono state create lungo la lunghezza del mare dal movimento di questa microplacca.
L'isola di Weh si trova a circa 15 chilometri a settentrione dalla punta più a nord di Sumatra. L'isola è piccola, con una superficie di solo 122,13 km², e montuosa: la cima più alta è un vulcano fumarolico, alto 617 metri. Si stima che l'ultima eruzione nota del vulcano sia avvenuta nel Pleistocene: a seguito di essa la montagna è parzialmente crollata ed è stata riempita dal mare, separando Weh dal resto di Sumatra alla quale era originariamente connessa.
A una profondità di 9 metri, vicino alla città di Sabang nel nord dell'isola, fumarole sottomarine emergono dal fondale del mare. Un cono vulcanico si trova nella giungla dell'interno. Vi sono tre campi di solfatare ("pentole di fango") sull'isola: uno è a 750 metri a sud-est della cima del vulcano e gli altri sono a 5 chilometri e 11,5 chilometri a nord-ovest della cima, sulla costa occidentale della baia di Lhok Perialakot.
Quattro isolotti circondano l'isola di Weh: Klah, Rubiah, Seulako e Rondo. Tra questi, Rubiah è ben noto per il turismo subacqueo, a causa delle sue barriere coralline. Quando viaggiare in Arabia Saudita era possibile solo via mare, Rubiah era usata come luogo di quarantena per i musulmani indonesiani impegnati nella stagione del pellegrinaggio dell'Hajj.

## Ecosistema
Nel periodo tra il 1997 e il 1999 Conservation International ha condotto un'indagine sulla barriera corallina della zona di Weh. Secondo l'indagine la diversità dei coralli è relativamente bassa, ma la variazione delle specie ittiche è ricca; alcune delle specie trovate durante l'indagine includono Pogonoperca ocellata, Chaetodon gardneri, Chaetodon xanthocephalus, Centropyge flavipectoralis, Genicanthus caudovittatus, Halichoeres cosmetus, Stethojulis albovittatus, Scarus enneacanthus, Scarus scaber e Zebrasoma desjardinii.
Il 13 marzo 2004, un esemplare di una specie rara e insolita di squalo, lo squalo bocca grande (Megachasma pelagios), è stato portato a riva sulla spiaggia di Gapang a Weh; si ritiene che l'esemplare sia il ventunesimo (o il ventitreesimo secondo altre fonti) avvistamento della specie dalla sua scoperta nel 1976. Lo squalo, un maschio lungo 1,7 metri e del peso di 13,82 kg, è stato congelato e inviato all'Istituto indonesiano delle scienze (LIPI) per ulteriori studi scientifici. A partire dal 2006, ci sono stati solo 36 ritrovamenti di squali bocca grande negli oceani Pacifico, Indiano e Atlantico.
Il terremoto e maremoto dell'Oceano Indiano del 2004 hanno colpito l'ecosistema dell'isola: nel villaggio di Iboih, una vasta distesa di mangrovie è stata distrutta, mentre detriti del fondo del mare sono stati depositati sulle barriere coralline vicine a causa dello tsunami. Nel 2005, circa 14400 piantine di mangrovie sono state ripiantate per ripristinare la foresta distrutta.
A parte l'ecosistema sottomarino, l'isola di Weh è l'unico habitat di una specie di rospo, Duttaphrynus valhallae; la specie è nota solo dall'olotipo raccolto nell'isola. A causa della forte deforestazione in corso sull'isola, la sopravvivenza della specie è incerta.

## Abitanti
L'isola di Weh fa parte della provincia di Aceh. Un censimento del 1993 riportava un totale di 24700 abitanti, mentre il censimento del 2023 ne registrava 43527. La grande maggioranza della popolazione è composta da Acehnesi, con minoranze di Minangkabau, Giavanesi, Batak e Cinesi indonesiani. L'Islam è la religione principale praticata dalla popolazione, e come nel resto della provincia di Aceh sull'isola è imposta la Sharia; in ragione della forte presenza di turismo straniero, l'applicazione della Sharia ai non musulmani è tuttavia piuttosto blanda, in particolare quando i comportamenti proibiti avvengono lontano dalla pubblica attenzione.

## Economia
Tradizionalmente, l'economia dell'isola di Weh era dominata dall'agricoltura, con i chiodi di garofano e le noci di cocco come prodotti principali. Nella zona attorno all'isola è da sempre praticata la pesca su piccola scala, ma i pescatori hanno utilizzato ampiamente esplosivi e la pesca con cianuro; pertanto, dal 1982, il governo indonesiano ha dichiarato un'area di protezione della fauna selvatica (suaka alam) che comprende 34 chilometri quadrati nell'entroterra e 26 chilometri quadrati nel mare circostante. A partire dal 2021, l'economia della città di Sabang e di conseguenza dell'isola stessa si sono diversificate, con gran parte di essa dominata dai settori dell'edilizia, del commercio e dei servizi.
Ogni anno 50000 imbarcazioni attraversano lo Stretto di Malacca e, nel 2000, il governo indonesiano ha dichiarato Sabang una zona di libero scambio e porto franco, designando il porto come hub logistico per le imbarcazioni internazionali che attraversano lo stretto; sono state pertanto sviluppate infrastrutture per un porto in acque profonde, strutture di stoccaggio e rifornimento di carburante. L'isola di Weh è inoltre servita dall'aeroporto Maimun Saleh, situato a Sabang.
L'isola di Weh è anche nota per l'ecoturismo: le immersioni subacquee, le escursioni attraverso la montagna vulcanica e i resort sulla spiaggia sono le principali attrazioni. Un piccolo villaggio, Iboih, è noto come luogo per le immersioni subacquee; a pochi metri da Iboih si trova l'isolotto di Rubiah, noto per le sue barriere coralline.